# Грейвс, Эбботт Фуллер
Эбботт Фуллер Грейвс (англ. Abbott Fuller Graves; 15 апреля 1859[…], Уэймут, Массачусетс — 15 июля 1936, Кеннебанкпорт, Мэн) — американский художник и иллюстратор, специализировавшийся на декоративных «садовых» пейзажах и цветочных натюрмортах. В его технике использования мазков, палитре цветов и работе с естественным освещением прослеживается влияние европейского импрессионизма.

## Биография и образование
Эббот Грейвс родился 15 апреля 1859 года в Уэймуте, штат Массачусетс, в семье Джеймса Грисуолда Грейвса и Элизы Николлс (Фуллер), чьи предки считаются первыми врачами Плимутской колонии. С детства Эббот увлекался живописью, но изначально планировал стать архитектором, поэтому поступил в Массачусетский технологический институт. Закончить его будущему художнику не удалось из-за финансовых проблем. Бросив учёбу, Грейвс устроился работать в местную оранжерею, где вновь увлекся изображением цветов и уже в 1878 году он дебютировал как начинающий живописец в Бостонском художественном клубе, выставив картину «Розы». В 1881 году открыл небольшую студию, работая как художник-флорист. В этот период познакомился с некоторыми выдающимися деятелями культуры, в частности, с писателем и историком Сэмюэлем Адамсом Дрейком. Грейвс также давал уроки рисования цветов и благодаря этому познакомился с Монти Мэйо Олдрич, дочерью актёра Луиса Олдрича, с которой они обручились в 1886 году.
В 1884 году Грейвс отправился в путешествие в Европу, посетил Францию и Италию, чтобы усовершенствовать свои навыки в рисовании цветов. Во Франции Грейвс познакомился с другим бостонским художником, Эдмундом К. Тарбеллом, который также приехал учиться у местных мастеров. Вернувшись в Бостон в 1886 году, Грейвс стал преподавателем в художественной школе Каулза (англ. Cowles Art School), где уже работал его друг и художник Чайлд Хассам (англ. Childe Hassam). В 1887 году Грейвс вернулся в Париж, чтобы изучать фигурную живопись в Академии Жюльена. Учился у Фернана Кормона, Жана-Поля Лоранса и Поля Жерве.
В 1889 году Грейвс выставлялся на Парижском салоне и Всемирной выставке.
После окончания учёбы во Франции и возвращения в Бостон в 1891 году Грейвс провел лето в небольшом городе Кеннебанкпорт, штат Мэн, где преподавал живопись маслом и акварелью. Он возвращался в Кеннебанкпорт и в последующие годы, рисуя жанровые сцены с участием фермеров, рыбаков, пожарных, моряков. Многие из его картин о жизни маленького городка были воспроизведены на календарях и открытках. Осенью 1902 года Грейвс вернулся в Париж, где в течение следующих трех лет работал в Американской художественной ассоциации как помощник казначея и председатель художественного комитета. В эти годы он также активно путешествовал и рисовал в Голландии и Сент-Айвсе, Англия. Был награждён медалью на Выставке изящных искусств в Париже в 1905 году.
Вернувшись в Соединённые Штаты в 1905 году, он навсегда поселился в Кеннебанкпорте, где построил дом и открыл собственную студию. В 1914 году он предпринял ещё одно путешествие, на этот раз в Венесуэлу, чтобы попрактиковаться в изображении тропических цветочных садов, в последующие годы с той же целью совершил несколько поездок на Карибские острова и во Флориду. После 1922 года Грейвс оставался в Кеннебанкпорте в летние периоды, а зимы проводил в Нью-Йорке, где состоял членом таких организаций, как Национальная академия дизайна, Национальный художественный клуб, Клуб Салмагунди (англ. Salmagundi Club) и Союз художников Америки.
Грейвс умер в Кеннебанкпорте 15 июля 1936 года. На момент своей смерти он добился широкого признания как специалист по садовой живописи.

## Признание

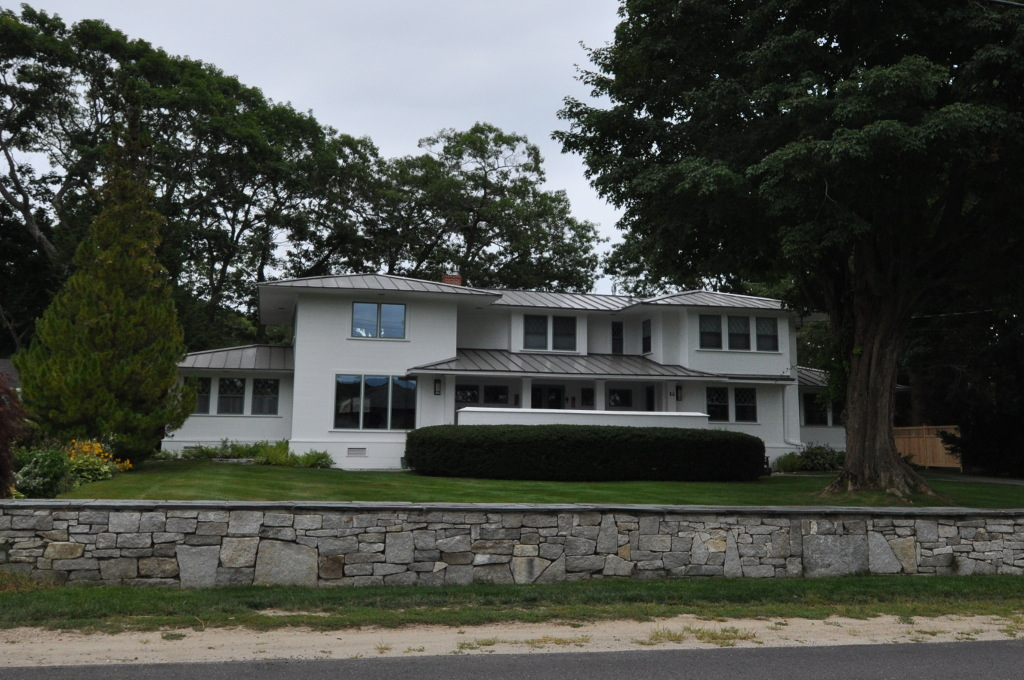
Эббот Грейвс Хаус

Образцы работ Грейвса хранятся в государственных и частных коллекциях США, включая:
- художественный музей Мид при колледже Эмерст;
- художественный музей Арнота в Эльмире, Нью-Йорк (англ. Arnot Art Museum);
- музей кирпичного магазина (англ. Brick Store Museum)в Кеннебанке, штат Мэн;
- художественный музей Университета штата Болл (англ. David Owsley Museum of Art) в Манси, Индиана;
- музей фонда Эрмитаж в Норфолке, штат Вирджиния;
- художественный музей Принстонского университета, штат Нью-Джерси.

## Дом Грейвса
Основная статья: Эбботт Грейвс Хаус (англ. Abbott Graves House)
Эбботт Грейвс Хаус (англ. Abbott Graves House) — исторический дом на Оушен-авеню, 86 в Кеннебанкпорте, штат Мэн. Построен в 1905 году Грейвсом по собственному проекту. Является одним из двух известных примеров архитектурной школы прерий в штате Мэн. Он был внесен в Национальный реестр исторических мест в 1980 году.

## Галерея

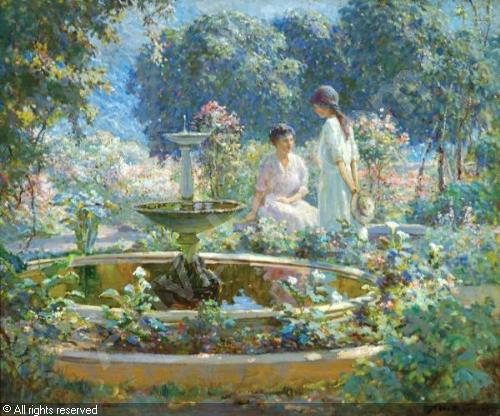
Фонтан
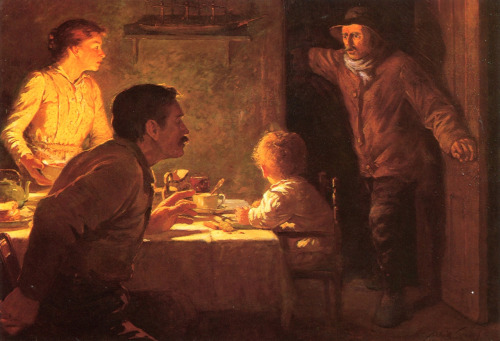
Прибытие корабля
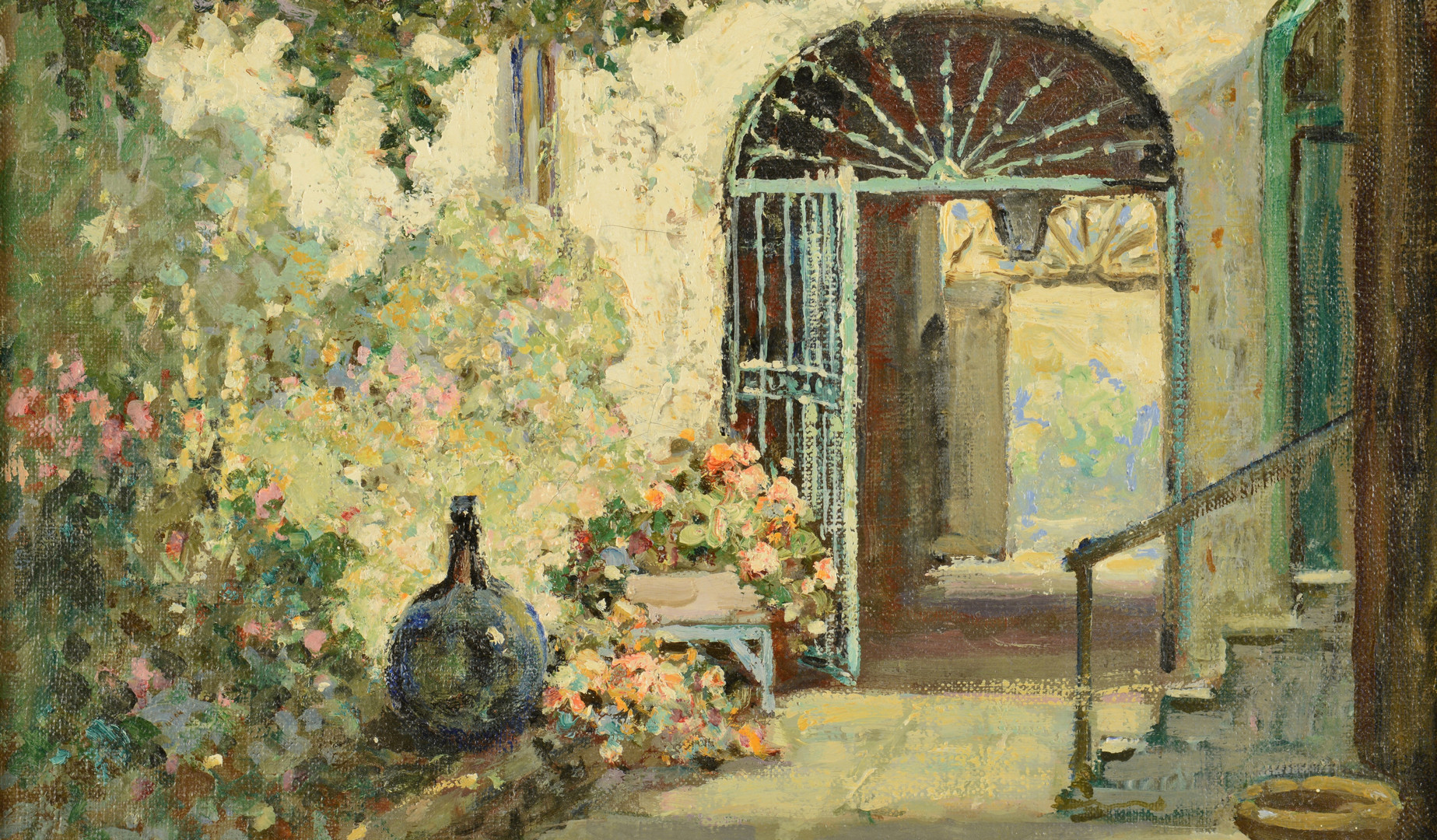
Двор в Новом Орлеане
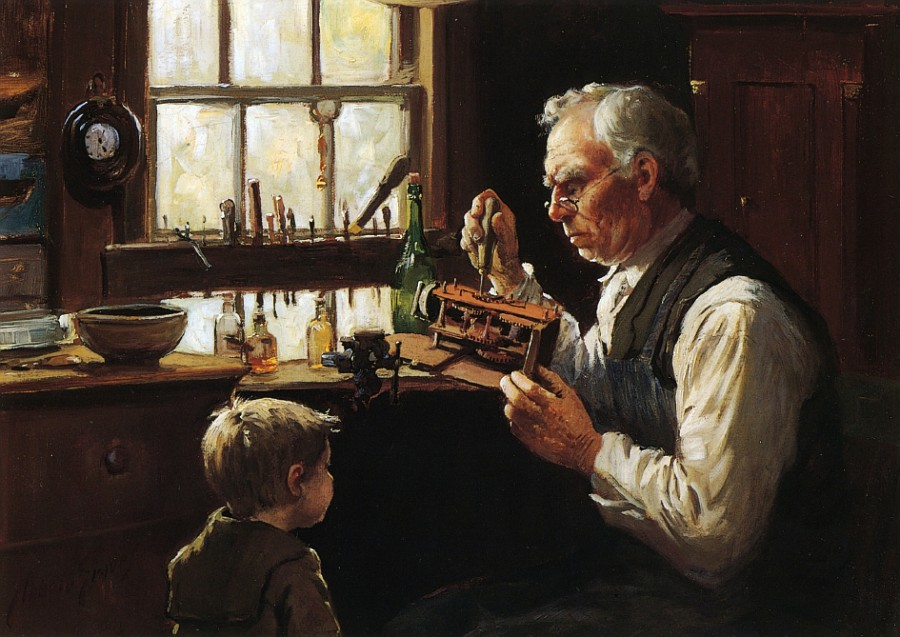
Деревенский часовщик
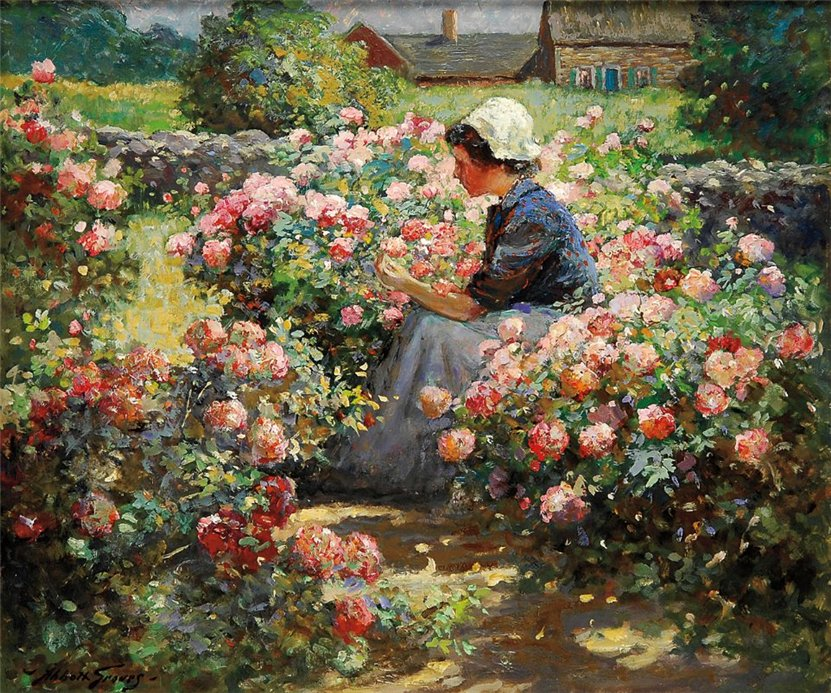
Цветочный сад